# Вотава, Алоиз
Алоиз Вотава (нем. Alois Wotawa, 11 июня 1896, Вена — 12 апреля 1970, Вена) — австрийский шахматный композитор. Международный арбитр по шахматной композиции (1957), международный мастер по шахматной композиции (1966). Основная профессия: юрист.
Опубликовал более 350 этюдов и ряд задач.

## Избранные этюды
Этюды Вотавы, подобно куббелевским, обычно содержат «пуанту» — красивый труднонаходимый ход, решающий судьбу игры.
|   | a | b | c | d | e | f | g | h |   |
| - | --- | --- | --- | --- | --- | --- | --- | --- | - |
| 8 | d7 чёрная ладья · f7 белый конь · g7 чёрная пешка · a6 чёрный слон · b2 чёрный король · f2 белый король · f1 белая ладья | d7 чёрная ладья · f7 белый конь · g7 чёрная пешка · a6 чёрный слон · b2 чёрный король · f2 белый король · f1 белая ладья | d7 чёрная ладья · f7 белый конь · g7 чёрная пешка · a6 чёрный слон · b2 чёрный король · f2 белый король · f1 белая ладья | d7 чёрная ладья · f7 белый конь · g7 чёрная пешка · a6 чёрный слон · b2 чёрный король · f2 белый король · f1 белая ладья | d7 чёрная ладья · f7 белый конь · g7 чёрная пешка · a6 чёрный слон · b2 чёрный король · f2 белый король · f1 белая ладья | d7 чёрная ладья · f7 белый конь · g7 чёрная пешка · a6 чёрный слон · b2 чёрный король · f2 белый король · f1 белая ладья | d7 чёрная ладья · f7 белый конь · g7 чёрная пешка · a6 чёрный слон · b2 чёрный король · f2 белый король · f1 белая ладья | d7 чёрная ладья · f7 белый конь · g7 чёрная пешка · a6 чёрный слон · b2 чёрный король · f2 белый король · f1 белая ладья | 8 |
| 7 | d7 чёрная ладья · f7 белый конь · g7 чёрная пешка · a6 чёрный слон · b2 чёрный король · f2 белый король · f1 белая ладья | d7 чёрная ладья · f7 белый конь · g7 чёрная пешка · a6 чёрный слон · b2 чёрный король · f2 белый король · f1 белая ладья | d7 чёрная ладья · f7 белый конь · g7 чёрная пешка · a6 чёрный слон · b2 чёрный король · f2 белый король · f1 белая ладья | d7 чёрная ладья · f7 белый конь · g7 чёрная пешка · a6 чёрный слон · b2 чёрный король · f2 белый король · f1 белая ладья | d7 чёрная ладья · f7 белый конь · g7 чёрная пешка · a6 чёрный слон · b2 чёрный король · f2 белый король · f1 белая ладья | d7 чёрная ладья · f7 белый конь · g7 чёрная пешка · a6 чёрный слон · b2 чёрный король · f2 белый король · f1 белая ладья | d7 чёрная ладья · f7 белый конь · g7 чёрная пешка · a6 чёрный слон · b2 чёрный король · f2 белый король · f1 белая ладья | d7 чёрная ладья · f7 белый конь · g7 чёрная пешка · a6 чёрный слон · b2 чёрный король · f2 белый король · f1 белая ладья | 7 |
| 6 | d7 чёрная ладья · f7 белый конь · g7 чёрная пешка · a6 чёрный слон · b2 чёрный король · f2 белый король · f1 белая ладья | d7 чёрная ладья · f7 белый конь · g7 чёрная пешка · a6 чёрный слон · b2 чёрный король · f2 белый король · f1 белая ладья | d7 чёрная ладья · f7 белый конь · g7 чёрная пешка · a6 чёрный слон · b2 чёрный король · f2 белый король · f1 белая ладья | d7 чёрная ладья · f7 белый конь · g7 чёрная пешка · a6 чёрный слон · b2 чёрный король · f2 белый король · f1 белая ладья | d7 чёрная ладья · f7 белый конь · g7 чёрная пешка · a6 чёрный слон · b2 чёрный король · f2 белый король · f1 белая ладья | d7 чёрная ладья · f7 белый конь · g7 чёрная пешка · a6 чёрный слон · b2 чёрный король · f2 белый король · f1 белая ладья | d7 чёрная ладья · f7 белый конь · g7 чёрная пешка · a6 чёрный слон · b2 чёрный король · f2 белый король · f1 белая ладья | d7 чёрная ладья · f7 белый конь · g7 чёрная пешка · a6 чёрный слон · b2 чёрный король · f2 белый король · f1 белая ладья | 6 |
| 5 | d7 чёрная ладья · f7 белый конь · g7 чёрная пешка · a6 чёрный слон · b2 чёрный король · f2 белый король · f1 белая ладья | d7 чёрная ладья · f7 белый конь · g7 чёрная пешка · a6 чёрный слон · b2 чёрный король · f2 белый король · f1 белая ладья | d7 чёрная ладья · f7 белый конь · g7 чёрная пешка · a6 чёрный слон · b2 чёрный король · f2 белый король · f1 белая ладья | d7 чёрная ладья · f7 белый конь · g7 чёрная пешка · a6 чёрный слон · b2 чёрный король · f2 белый король · f1 белая ладья | d7 чёрная ладья · f7 белый конь · g7 чёрная пешка · a6 чёрный слон · b2 чёрный король · f2 белый король · f1 белая ладья | d7 чёрная ладья · f7 белый конь · g7 чёрная пешка · a6 чёрный слон · b2 чёрный король · f2 белый король · f1 белая ладья | d7 чёрная ладья · f7 белый конь · g7 чёрная пешка · a6 чёрный слон · b2 чёрный король · f2 белый король · f1 белая ладья | d7 чёрная ладья · f7 белый конь · g7 чёрная пешка · a6 чёрный слон · b2 чёрный король · f2 белый король · f1 белая ладья | 5 |
| 4 | d7 чёрная ладья · f7 белый конь · g7 чёрная пешка · a6 чёрный слон · b2 чёрный король · f2 белый король · f1 белая ладья | d7 чёрная ладья · f7 белый конь · g7 чёрная пешка · a6 чёрный слон · b2 чёрный король · f2 белый король · f1 белая ладья | d7 чёрная ладья · f7 белый конь · g7 чёрная пешка · a6 чёрный слон · b2 чёрный король · f2 белый король · f1 белая ладья | d7 чёрная ладья · f7 белый конь · g7 чёрная пешка · a6 чёрный слон · b2 чёрный король · f2 белый король · f1 белая ладья | d7 чёрная ладья · f7 белый конь · g7 чёрная пешка · a6 чёрный слон · b2 чёрный король · f2 белый король · f1 белая ладья | d7 чёрная ладья · f7 белый конь · g7 чёрная пешка · a6 чёрный слон · b2 чёрный король · f2 белый король · f1 белая ладья | d7 чёрная ладья · f7 белый конь · g7 чёрная пешка · a6 чёрный слон · b2 чёрный король · f2 белый король · f1 белая ладья | d7 чёрная ладья · f7 белый конь · g7 чёрная пешка · a6 чёрный слон · b2 чёрный король · f2 белый король · f1 белая ладья | 4 |
| 3 | d7 чёрная ладья · f7 белый конь · g7 чёрная пешка · a6 чёрный слон · b2 чёрный король · f2 белый король · f1 белая ладья | d7 чёрная ладья · f7 белый конь · g7 чёрная пешка · a6 чёрный слон · b2 чёрный король · f2 белый король · f1 белая ладья | d7 чёрная ладья · f7 белый конь · g7 чёрная пешка · a6 чёрный слон · b2 чёрный король · f2 белый король · f1 белая ладья | d7 чёрная ладья · f7 белый конь · g7 чёрная пешка · a6 чёрный слон · b2 чёрный король · f2 белый король · f1 белая ладья | d7 чёрная ладья · f7 белый конь · g7 чёрная пешка · a6 чёрный слон · b2 чёрный король · f2 белый король · f1 белая ладья | d7 чёрная ладья · f7 белый конь · g7 чёрная пешка · a6 чёрный слон · b2 чёрный король · f2 белый король · f1 белая ладья | d7 чёрная ладья · f7 белый конь · g7 чёрная пешка · a6 чёрный слон · b2 чёрный король · f2 белый король · f1 белая ладья | d7 чёрная ладья · f7 белый конь · g7 чёрная пешка · a6 чёрный слон · b2 чёрный король · f2 белый король · f1 белая ладья | 3 |
| 2 | d7 чёрная ладья · f7 белый конь · g7 чёрная пешка · a6 чёрный слон · b2 чёрный король · f2 белый король · f1 белая ладья | d7 чёрная ладья · f7 белый конь · g7 чёрная пешка · a6 чёрный слон · b2 чёрный король · f2 белый король · f1 белая ладья | d7 чёрная ладья · f7 белый конь · g7 чёрная пешка · a6 чёрный слон · b2 чёрный король · f2 белый король · f1 белая ладья | d7 чёрная ладья · f7 белый конь · g7 чёрная пешка · a6 чёрный слон · b2 чёрный король · f2 белый король · f1 белая ладья | d7 чёрная ладья · f7 белый конь · g7 чёрная пешка · a6 чёрный слон · b2 чёрный король · f2 белый король · f1 белая ладья | d7 чёрная ладья · f7 белый конь · g7 чёрная пешка · a6 чёрный слон · b2 чёрный король · f2 белый король · f1 белая ладья | d7 чёрная ладья · f7 белый конь · g7 чёрная пешка · a6 чёрный слон · b2 чёрный король · f2 белый король · f1 белая ладья | d7 чёрная ладья · f7 белый конь · g7 чёрная пешка · a6 чёрный слон · b2 чёрный король · f2 белый король · f1 белая ладья | 2 |
| 1 | d7 чёрная ладья · f7 белый конь · g7 чёрная пешка · a6 чёрный слон · b2 чёрный король · f2 белый король · f1 белая ладья | d7 чёрная ладья · f7 белый конь · g7 чёрная пешка · a6 чёрный слон · b2 чёрный король · f2 белый король · f1 белая ладья | d7 чёрная ладья · f7 белый конь · g7 чёрная пешка · a6 чёрный слон · b2 чёрный король · f2 белый король · f1 белая ладья | d7 чёрная ладья · f7 белый конь · g7 чёрная пешка · a6 чёрный слон · b2 чёрный король · f2 белый король · f1 белая ладья | d7 чёрная ладья · f7 белый конь · g7 чёрная пешка · a6 чёрный слон · b2 чёрный король · f2 белый король · f1 белая ладья | d7 чёрная ладья · f7 белый конь · g7 чёрная пешка · a6 чёрный слон · b2 чёрный король · f2 белый король · f1 белая ладья | d7 чёрная ладья · f7 белый конь · g7 чёрная пешка · a6 чёрный слон · b2 чёрный король · f2 белый король · f1 белая ладья | d7 чёрная ладья · f7 белый конь · g7 чёрная пешка · a6 чёрный слон · b2 чёрный король · f2 белый король · f1 белая ладья | 1 |
|   | a | b | c | d | e | f | g | h |   |

Решение:

1. Кf7-e5 Лd7-d2+

2. Крf2-e3 Лd2-e2+

3. Крe3-d4 Лe2:e5

4. Лf1-f6!! g7:f6 пат.
|   | a | b | c | d | e | f | g | h |   |
| - | --- | --- | --- | --- | --- | --- | --- | --- | - |
| 8 | g8 белая ладья · d7 белый король · f7 белая пешка · g7 чёрная пешка · h7 чёрная пешка · g6 чёрный король · h5 чёрный конь · g4 белая пешка · a3 чёрный конь · b3 чёрная пешка · f2 чёрная ладья · h1 белая ладья | g8 белая ладья · d7 белый король · f7 белая пешка · g7 чёрная пешка · h7 чёрная пешка · g6 чёрный король · h5 чёрный конь · g4 белая пешка · a3 чёрный конь · b3 чёрная пешка · f2 чёрная ладья · h1 белая ладья | g8 белая ладья · d7 белый король · f7 белая пешка · g7 чёрная пешка · h7 чёрная пешка · g6 чёрный король · h5 чёрный конь · g4 белая пешка · a3 чёрный конь · b3 чёрная пешка · f2 чёрная ладья · h1 белая ладья | g8 белая ладья · d7 белый король · f7 белая пешка · g7 чёрная пешка · h7 чёрная пешка · g6 чёрный король · h5 чёрный конь · g4 белая пешка · a3 чёрный конь · b3 чёрная пешка · f2 чёрная ладья · h1 белая ладья | g8 белая ладья · d7 белый король · f7 белая пешка · g7 чёрная пешка · h7 чёрная пешка · g6 чёрный король · h5 чёрный конь · g4 белая пешка · a3 чёрный конь · b3 чёрная пешка · f2 чёрная ладья · h1 белая ладья | g8 белая ладья · d7 белый король · f7 белая пешка · g7 чёрная пешка · h7 чёрная пешка · g6 чёрный король · h5 чёрный конь · g4 белая пешка · a3 чёрный конь · b3 чёрная пешка · f2 чёрная ладья · h1 белая ладья | g8 белая ладья · d7 белый король · f7 белая пешка · g7 чёрная пешка · h7 чёрная пешка · g6 чёрный король · h5 чёрный конь · g4 белая пешка · a3 чёрный конь · b3 чёрная пешка · f2 чёрная ладья · h1 белая ладья | g8 белая ладья · d7 белый король · f7 белая пешка · g7 чёрная пешка · h7 чёрная пешка · g6 чёрный король · h5 чёрный конь · g4 белая пешка · a3 чёрный конь · b3 чёрная пешка · f2 чёрная ладья · h1 белая ладья | 8 |
| 7 | g8 белая ладья · d7 белый король · f7 белая пешка · g7 чёрная пешка · h7 чёрная пешка · g6 чёрный король · h5 чёрный конь · g4 белая пешка · a3 чёрный конь · b3 чёрная пешка · f2 чёрная ладья · h1 белая ладья | g8 белая ладья · d7 белый король · f7 белая пешка · g7 чёрная пешка · h7 чёрная пешка · g6 чёрный король · h5 чёрный конь · g4 белая пешка · a3 чёрный конь · b3 чёрная пешка · f2 чёрная ладья · h1 белая ладья | g8 белая ладья · d7 белый король · f7 белая пешка · g7 чёрная пешка · h7 чёрная пешка · g6 чёрный король · h5 чёрный конь · g4 белая пешка · a3 чёрный конь · b3 чёрная пешка · f2 чёрная ладья · h1 белая ладья | g8 белая ладья · d7 белый король · f7 белая пешка · g7 чёрная пешка · h7 чёрная пешка · g6 чёрный король · h5 чёрный конь · g4 белая пешка · a3 чёрный конь · b3 чёрная пешка · f2 чёрная ладья · h1 белая ладья | g8 белая ладья · d7 белый король · f7 белая пешка · g7 чёрная пешка · h7 чёрная пешка · g6 чёрный король · h5 чёрный конь · g4 белая пешка · a3 чёрный конь · b3 чёрная пешка · f2 чёрная ладья · h1 белая ладья | g8 белая ладья · d7 белый король · f7 белая пешка · g7 чёрная пешка · h7 чёрная пешка · g6 чёрный король · h5 чёрный конь · g4 белая пешка · a3 чёрный конь · b3 чёрная пешка · f2 чёрная ладья · h1 белая ладья | g8 белая ладья · d7 белый король · f7 белая пешка · g7 чёрная пешка · h7 чёрная пешка · g6 чёрный король · h5 чёрный конь · g4 белая пешка · a3 чёрный конь · b3 чёрная пешка · f2 чёрная ладья · h1 белая ладья | g8 белая ладья · d7 белый король · f7 белая пешка · g7 чёрная пешка · h7 чёрная пешка · g6 чёрный король · h5 чёрный конь · g4 белая пешка · a3 чёрный конь · b3 чёрная пешка · f2 чёрная ладья · h1 белая ладья | 7 |
| 6 | g8 белая ладья · d7 белый король · f7 белая пешка · g7 чёрная пешка · h7 чёрная пешка · g6 чёрный король · h5 чёрный конь · g4 белая пешка · a3 чёрный конь · b3 чёрная пешка · f2 чёрная ладья · h1 белая ладья | g8 белая ладья · d7 белый король · f7 белая пешка · g7 чёрная пешка · h7 чёрная пешка · g6 чёрный король · h5 чёрный конь · g4 белая пешка · a3 чёрный конь · b3 чёрная пешка · f2 чёрная ладья · h1 белая ладья | g8 белая ладья · d7 белый король · f7 белая пешка · g7 чёрная пешка · h7 чёрная пешка · g6 чёрный король · h5 чёрный конь · g4 белая пешка · a3 чёрный конь · b3 чёрная пешка · f2 чёрная ладья · h1 белая ладья | g8 белая ладья · d7 белый король · f7 белая пешка · g7 чёрная пешка · h7 чёрная пешка · g6 чёрный король · h5 чёрный конь · g4 белая пешка · a3 чёрный конь · b3 чёрная пешка · f2 чёрная ладья · h1 белая ладья | g8 белая ладья · d7 белый король · f7 белая пешка · g7 чёрная пешка · h7 чёрная пешка · g6 чёрный король · h5 чёрный конь · g4 белая пешка · a3 чёрный конь · b3 чёрная пешка · f2 чёрная ладья · h1 белая ладья | g8 белая ладья · d7 белый король · f7 белая пешка · g7 чёрная пешка · h7 чёрная пешка · g6 чёрный король · h5 чёрный конь · g4 белая пешка · a3 чёрный конь · b3 чёрная пешка · f2 чёрная ладья · h1 белая ладья | g8 белая ладья · d7 белый король · f7 белая пешка · g7 чёрная пешка · h7 чёрная пешка · g6 чёрный король · h5 чёрный конь · g4 белая пешка · a3 чёрный конь · b3 чёрная пешка · f2 чёрная ладья · h1 белая ладья | g8 белая ладья · d7 белый король · f7 белая пешка · g7 чёрная пешка · h7 чёрная пешка · g6 чёрный король · h5 чёрный конь · g4 белая пешка · a3 чёрный конь · b3 чёрная пешка · f2 чёрная ладья · h1 белая ладья | 6 |
| 5 | g8 белая ладья · d7 белый король · f7 белая пешка · g7 чёрная пешка · h7 чёрная пешка · g6 чёрный король · h5 чёрный конь · g4 белая пешка · a3 чёрный конь · b3 чёрная пешка · f2 чёрная ладья · h1 белая ладья | g8 белая ладья · d7 белый король · f7 белая пешка · g7 чёрная пешка · h7 чёрная пешка · g6 чёрный король · h5 чёрный конь · g4 белая пешка · a3 чёрный конь · b3 чёрная пешка · f2 чёрная ладья · h1 белая ладья | g8 белая ладья · d7 белый король · f7 белая пешка · g7 чёрная пешка · h7 чёрная пешка · g6 чёрный король · h5 чёрный конь · g4 белая пешка · a3 чёрный конь · b3 чёрная пешка · f2 чёрная ладья · h1 белая ладья | g8 белая ладья · d7 белый король · f7 белая пешка · g7 чёрная пешка · h7 чёрная пешка · g6 чёрный король · h5 чёрный конь · g4 белая пешка · a3 чёрный конь · b3 чёрная пешка · f2 чёрная ладья · h1 белая ладья | g8 белая ладья · d7 белый король · f7 белая пешка · g7 чёрная пешка · h7 чёрная пешка · g6 чёрный король · h5 чёрный конь · g4 белая пешка · a3 чёрный конь · b3 чёрная пешка · f2 чёрная ладья · h1 белая ладья | g8 белая ладья · d7 белый король · f7 белая пешка · g7 чёрная пешка · h7 чёрная пешка · g6 чёрный король · h5 чёрный конь · g4 белая пешка · a3 чёрный конь · b3 чёрная пешка · f2 чёрная ладья · h1 белая ладья | g8 белая ладья · d7 белый король · f7 белая пешка · g7 чёрная пешка · h7 чёрная пешка · g6 чёрный король · h5 чёрный конь · g4 белая пешка · a3 чёрный конь · b3 чёрная пешка · f2 чёрная ладья · h1 белая ладья | g8 белая ладья · d7 белый король · f7 белая пешка · g7 чёрная пешка · h7 чёрная пешка · g6 чёрный король · h5 чёрный конь · g4 белая пешка · a3 чёрный конь · b3 чёрная пешка · f2 чёрная ладья · h1 белая ладья | 5 |
| 4 | g8 белая ладья · d7 белый король · f7 белая пешка · g7 чёрная пешка · h7 чёрная пешка · g6 чёрный король · h5 чёрный конь · g4 белая пешка · a3 чёрный конь · b3 чёрная пешка · f2 чёрная ладья · h1 белая ладья | g8 белая ладья · d7 белый король · f7 белая пешка · g7 чёрная пешка · h7 чёрная пешка · g6 чёрный король · h5 чёрный конь · g4 белая пешка · a3 чёрный конь · b3 чёрная пешка · f2 чёрная ладья · h1 белая ладья | g8 белая ладья · d7 белый король · f7 белая пешка · g7 чёрная пешка · h7 чёрная пешка · g6 чёрный король · h5 чёрный конь · g4 белая пешка · a3 чёрный конь · b3 чёрная пешка · f2 чёрная ладья · h1 белая ладья | g8 белая ладья · d7 белый король · f7 белая пешка · g7 чёрная пешка · h7 чёрная пешка · g6 чёрный король · h5 чёрный конь · g4 белая пешка · a3 чёрный конь · b3 чёрная пешка · f2 чёрная ладья · h1 белая ладья | g8 белая ладья · d7 белый король · f7 белая пешка · g7 чёрная пешка · h7 чёрная пешка · g6 чёрный король · h5 чёрный конь · g4 белая пешка · a3 чёрный конь · b3 чёрная пешка · f2 чёрная ладья · h1 белая ладья | g8 белая ладья · d7 белый король · f7 белая пешка · g7 чёрная пешка · h7 чёрная пешка · g6 чёрный король · h5 чёрный конь · g4 белая пешка · a3 чёрный конь · b3 чёрная пешка · f2 чёрная ладья · h1 белая ладья | g8 белая ладья · d7 белый король · f7 белая пешка · g7 чёрная пешка · h7 чёрная пешка · g6 чёрный король · h5 чёрный конь · g4 белая пешка · a3 чёрный конь · b3 чёрная пешка · f2 чёрная ладья · h1 белая ладья | g8 белая ладья · d7 белый король · f7 белая пешка · g7 чёрная пешка · h7 чёрная пешка · g6 чёрный король · h5 чёрный конь · g4 белая пешка · a3 чёрный конь · b3 чёрная пешка · f2 чёрная ладья · h1 белая ладья | 4 |
| 3 | g8 белая ладья · d7 белый король · f7 белая пешка · g7 чёрная пешка · h7 чёрная пешка · g6 чёрный король · h5 чёрный конь · g4 белая пешка · a3 чёрный конь · b3 чёрная пешка · f2 чёрная ладья · h1 белая ладья | g8 белая ладья · d7 белый король · f7 белая пешка · g7 чёрная пешка · h7 чёрная пешка · g6 чёрный король · h5 чёрный конь · g4 белая пешка · a3 чёрный конь · b3 чёрная пешка · f2 чёрная ладья · h1 белая ладья | g8 белая ладья · d7 белый король · f7 белая пешка · g7 чёрная пешка · h7 чёрная пешка · g6 чёрный король · h5 чёрный конь · g4 белая пешка · a3 чёрный конь · b3 чёрная пешка · f2 чёрная ладья · h1 белая ладья | g8 белая ладья · d7 белый король · f7 белая пешка · g7 чёрная пешка · h7 чёрная пешка · g6 чёрный король · h5 чёрный конь · g4 белая пешка · a3 чёрный конь · b3 чёрная пешка · f2 чёрная ладья · h1 белая ладья | g8 белая ладья · d7 белый король · f7 белая пешка · g7 чёрная пешка · h7 чёрная пешка · g6 чёрный король · h5 чёрный конь · g4 белая пешка · a3 чёрный конь · b3 чёрная пешка · f2 чёрная ладья · h1 белая ладья | g8 белая ладья · d7 белый король · f7 белая пешка · g7 чёрная пешка · h7 чёрная пешка · g6 чёрный король · h5 чёрный конь · g4 белая пешка · a3 чёрный конь · b3 чёрная пешка · f2 чёрная ладья · h1 белая ладья | g8 белая ладья · d7 белый король · f7 белая пешка · g7 чёрная пешка · h7 чёрная пешка · g6 чёрный король · h5 чёрный конь · g4 белая пешка · a3 чёрный конь · b3 чёрная пешка · f2 чёрная ладья · h1 белая ладья | g8 белая ладья · d7 белый король · f7 белая пешка · g7 чёрная пешка · h7 чёрная пешка · g6 чёрный король · h5 чёрный конь · g4 белая пешка · a3 чёрный конь · b3 чёрная пешка · f2 чёрная ладья · h1 белая ладья | 3 |
| 2 | g8 белая ладья · d7 белый король · f7 белая пешка · g7 чёрная пешка · h7 чёрная пешка · g6 чёрный король · h5 чёрный конь · g4 белая пешка · a3 чёрный конь · b3 чёрная пешка · f2 чёрная ладья · h1 белая ладья | g8 белая ладья · d7 белый король · f7 белая пешка · g7 чёрная пешка · h7 чёрная пешка · g6 чёрный король · h5 чёрный конь · g4 белая пешка · a3 чёрный конь · b3 чёрная пешка · f2 чёрная ладья · h1 белая ладья | g8 белая ладья · d7 белый король · f7 белая пешка · g7 чёрная пешка · h7 чёрная пешка · g6 чёрный король · h5 чёрный конь · g4 белая пешка · a3 чёрный конь · b3 чёрная пешка · f2 чёрная ладья · h1 белая ладья | g8 белая ладья · d7 белый король · f7 белая пешка · g7 чёрная пешка · h7 чёрная пешка · g6 чёрный король · h5 чёрный конь · g4 белая пешка · a3 чёрный конь · b3 чёрная пешка · f2 чёрная ладья · h1 белая ладья | g8 белая ладья · d7 белый король · f7 белая пешка · g7 чёрная пешка · h7 чёрная пешка · g6 чёрный король · h5 чёрный конь · g4 белая пешка · a3 чёрный конь · b3 чёрная пешка · f2 чёрная ладья · h1 белая ладья | g8 белая ладья · d7 белый король · f7 белая пешка · g7 чёрная пешка · h7 чёрная пешка · g6 чёрный король · h5 чёрный конь · g4 белая пешка · a3 чёрный конь · b3 чёрная пешка · f2 чёрная ладья · h1 белая ладья | g8 белая ладья · d7 белый король · f7 белая пешка · g7 чёрная пешка · h7 чёрная пешка · g6 чёрный король · h5 чёрный конь · g4 белая пешка · a3 чёрный конь · b3 чёрная пешка · f2 чёрная ладья · h1 белая ладья | g8 белая ладья · d7 белый король · f7 белая пешка · g7 чёрная пешка · h7 чёрная пешка · g6 чёрный король · h5 чёрный конь · g4 белая пешка · a3 чёрный конь · b3 чёрная пешка · f2 чёрная ладья · h1 белая ладья | 2 |
| 1 | g8 белая ладья · d7 белый король · f7 белая пешка · g7 чёрная пешка · h7 чёрная пешка · g6 чёрный король · h5 чёрный конь · g4 белая пешка · a3 чёрный конь · b3 чёрная пешка · f2 чёрная ладья · h1 белая ладья | g8 белая ладья · d7 белый король · f7 белая пешка · g7 чёрная пешка · h7 чёрная пешка · g6 чёрный король · h5 чёрный конь · g4 белая пешка · a3 чёрный конь · b3 чёрная пешка · f2 чёрная ладья · h1 белая ладья | g8 белая ладья · d7 белый король · f7 белая пешка · g7 чёрная пешка · h7 чёрная пешка · g6 чёрный король · h5 чёрный конь · g4 белая пешка · a3 чёрный конь · b3 чёрная пешка · f2 чёрная ладья · h1 белая ладья | g8 белая ладья · d7 белый король · f7 белая пешка · g7 чёрная пешка · h7 чёрная пешка · g6 чёрный король · h5 чёрный конь · g4 белая пешка · a3 чёрный конь · b3 чёрная пешка · f2 чёрная ладья · h1 белая ладья | g8 белая ладья · d7 белый король · f7 белая пешка · g7 чёрная пешка · h7 чёрная пешка · g6 чёрный король · h5 чёрный конь · g4 белая пешка · a3 чёрный конь · b3 чёрная пешка · f2 чёрная ладья · h1 белая ладья | g8 белая ладья · d7 белый король · f7 белая пешка · g7 чёрная пешка · h7 чёрная пешка · g6 чёрный король · h5 чёрный конь · g4 белая пешка · a3 чёрный конь · b3 чёрная пешка · f2 чёрная ладья · h1 белая ладья | g8 белая ладья · d7 белый король · f7 белая пешка · g7 чёрная пешка · h7 чёрная пешка · g6 чёрный король · h5 чёрный конь · g4 белая пешка · a3 чёрный конь · b3 чёрная пешка · f2 чёрная ладья · h1 белая ладья | g8 белая ладья · d7 белый король · f7 белая пешка · g7 чёрная пешка · h7 чёрная пешка · g6 чёрный король · h5 чёрный конь · g4 белая пешка · a3 чёрный конь · b3 чёрная пешка · f2 чёрная ладья · h1 белая ладья | 1 |
|   | a | b | c | d | e | f | g | h |   |

Решение:

1. f7-f8Ф Лf2:f8

2. g4:h5+ Крg6-f7

3. Лg8-h8!! Пуанта! К ничьей ведёт естественное 3. Л:f8+ Кр: f8 4. Лf1+ Крg8 5. h6 gh 6. Крe7 h5.

3… Л:h8

4. Лh1-f1+ Крf7-g8

5. h5-h6 g7:h6

6. Крd7-e7 и мат неизбежен

## Труды
- Alois Wotawa. Auf Spurensuche mit Schachfiguren — 150 Endspielstudien. Vienna, 1965. (нем.)